# Велике Поле (Ленінградська область)
Велике Поле (до 1948 Тервайокі, фін. Tervajoki «смоляна річка») — селище в Селезньовському сільському поселенні  Виборзького району  Ленінградської області.
Колишнє фінське село, до 1939 року входило до складу волості Вахвіала  Виборзької губернії  Фінляндії. Перейменоване в 1948.

## Населення
| 2007 | 2010 | 2017 |
| ---- | ---- | ---- |
| 430  | ↗549 | ↘538 |